# 익산 미륵산성
익산 미륵산성(益山 彌勒山城)은 대한민국 전북특별자치도 익산시 금마면, 미륵산에 있는 산성이다. 1973년 6월 23일 전북특별자치도 기념물 제12호로 지정되었다.

## 개요
전라북도 익산시 미륵산에 위치한 이 산성은 일명 '용화산성'으로 불리는데, 옛날에는 미륵산을 용화산이라 했기 때문이다.
고조선시대 기준왕이 이곳으로 내려와 쌓았다고 하여 '기준성'이라고도 부르기도 하지만, 마한의 여러 나라 중 하나가 이곳을 중심으로 세력을 누리고 있었던 것으로 보아, 산성도 그때 만들어진 것으로 추정된다. 고려 태조가 후백제의 신검과 견훤을 쫓을 때 이를 토벌하여 마성에서 신검의 항복을 받았다고 하는데, 그 마성이 바로 이 산성이다.
미륵산성은 둘레 약 1287m, 높이 2.4m이며, 정상에서 사방으로 능선을 따라 성이 만들어졌고, 그 중 하나는 물 흐르는 곳을 향하여 내려가는데 여기에는 동문이 있었을 것으로 추정된다. 성문에는 작은 성을 따로 쌓아 방어에 유리하게 하였으며, 성안에서는 돌화살촉, 포석환 등 기타 유물이 발견되기도 하였다.

## 현지 안내문
미륵산성은 해발 430m 미륵산(일명 용화산) 최고봉인 장군봉과 동쪽 계곡을 둘러 쌓은 석성으로 기준성 또는 백제 무왕대 창건된 성으로 전해지고 있다.
《동국여지승람》에는 '고조선 왕 준이 금마땅에 내려와 마한을 개국하고 성을 쌓았다 하여 기준성으로 불린다'고 기록되어 있다. 성내에서는 무문토기편과 청동기, 백제토기편 및 기와편이 출토되고 있으나 1990년 원광대학교 마한·백제문화연구소의 동문지 발굴조사결과 백제시대에 축성되어 조선 초기까지 4차에 걸쳐 개축된 사실이 확인되었다.
성의 길이는 1,822m로서 익산지역 최대규모의 산성이다. 성은 산 경사면에 쌓았는데, 성벽의 높이는 4~5m이며, 폭은 6m정도이다. 성내에는 건물지 장대지 우물터가 남아 있다. 현재 동문지, 남문지와 10개의 치가 남아있고 동문지와 주변 성벽을 정비하고 있다.

## 같이 보기
- 용화산성 - 익산시 향토유적 제8호

## 참고 자료
- 익산 미륵산성 - 국가유산청 국가유산포털